# 森円蔵
森 円蔵（もり えんぞう、1874年（明治7年）- 1950年（昭和25年）10月14日）は、日本の政治家。稲城村長、東京府会議員を務めた。

## 来歴
稲城村初代村長の森清之助の次男に生まれる。若い頃、窪全亮の奚疑塾で学ぶ。その後、稲城村会議員になる。
1915年（大正4年）、村長の原田所左衛門が死去したため、1916年（大正5年）に稲城村の村長に就任する。1923年（大正12年）、東京府会議員になるため、村長を辞職した。1924年（大正13年）、東京府会議員に当選する。1928年（昭和3年）に再選されるも、1932年（昭和7年）に議員を辞職した。
その後は政界から離れ、息子の森一郎が村長になるのを見届けて、1950年（昭和25年）に死去した（満76歳没）。孫に森直兄がいる。